# Reino da Germânia
O Reino da Germânia ou Reino Germânico (em latim: Regnum Teutonicum, "Reino Teutônico"), foi um reino desenvolvido a partir da metade oriental do antigo Império Carolíngio, na atual República Federal Alemã. Como a Inglaterra anglo-saxã e a França medieval, começou como um conglomerado de povo e reino separados e independentes. A Frância Oriental (Ostfrankenreich) foi formada pelo Tratado de Verdun em 843, e foi governada pela dinastia carolíngia até 911, depois que o monarquia tornou-se eletiva. Os eleitores iniciais eram os governantes dos "ducados-tronco" (ducados que formavam o reino), que geralmente escolhiam um dos seus próprios governantes-eleitores. Depois de 962, quando Otão I foi coroado Sacro Imperador Romano-Germânico, o reino formou a maior parte do Sacro Império Romano-Germânico, que também incluiu o Reino da Itália (após 951), Boêmia (depois de 1004) e Borgonha (após 1032).
O termo rex teutonicorum ("rei dos teutões") entrou em uso na chancelaria do Papa Gregório VII durante a questão das investiduras (final do século XI), talvez como uma ferramenta contra o imperador Henrique IV. No século XII, a fim de salientar o caráter imperial e transnacional do seu governo, os imperadores começaram a empregar o título rex Romanorum ("rei dos romanos") em sua eleição (pelos príncipe-eleitores, sete bispos alemães e nobres). A titulatura distinta para a Alemanha, Itália e Borgonha, que tradicionalmente tinham seus próprios tribunais, leis e chancelarias, gradualmente caiu a utilização. Após a Reichsreform e a dieta de Augsburgo, a parte alemã do Sacro Império Romano foi dividido em Reichskreise (círculos imperiais), o que efetivamente definiu a Alemanha imperial e os reinos da Itália e Boêmia. No entanto, existem relativamente poucas referências a um reino alemão e uma instabilidade no uso do termo.

## Origem
Luís, o Piedoso, filho e sucessor de Carlos Magno, faleceu em 840. Sua morte marca o início da desintegração do Império Carolíngio, pois o trono foi disputado por seus filhos: Lotário (o mais velho e herdeiro legal do império), Luís e Carlos, alcunhados de o Germânico e o Calvo, respectivamente.
Em 843, pelo Tratado de Verdun, o Império Carolíngio foi desmembrado: a Frância Ocidental ficou para Carlos, o Calvo; a Frância Oriental, para Luís, o Germânico; Lotário, embora reconhecido como imperador e suserano dos irmãos, recebeu um extenso mas estreito território, que compreendia a Itália setentrional e depois se estendia até ao Mar do Norte, acompanhando o Vale do Reno. À falta de uma denominação preexistente, estado incongruente recebeu o nome de Lotaríngia (restrito mais tarde à faixa situada ao norte dos Alpes).
A Lotaríngia subsistiria por pouco tempo. Lotário foi sucedido por seu filho Lotário II (855-869), que recebeu apenas o título de rei da Lotaríngia. Após a morte de Lotário II, seus tios Luís e Carlos dividiram entre si o território ao norte dos Alpes, ficando a Itália Setentrional como um reino independente. Quanto ao título de imperador, foi concedido pelos papas a diversos membros da família dos Carolíngios, sem obedecer a uma linha sucessória regular. O último imperador titular foi Berengário I, que também ostentava o título de rei da Itália e morreu em 924. A essa altura, a dignidade imperial perdera totalmente seu prestígio.
As duas partes remanescentes do Império Carolíngio, Frância Ocidental e Frância Oriental, dariam origem a dois grandes Estados europeus: França e Alemanha. Na Frância Ocidental (ou seja, a França propriamente dita), o poder dos grandes senhores (condes) fortaleceu-se a tal ponto que um deles, Roberto, o Forte, chegou a assumir o trono, com a aprovação de seus pares. Em 987, quando o último Carolíngio francês morreu sem herdeiros diretos, a nobreza aclamou rei o conde de Paris, Hugo Capeto, fundador da dinastia capetiana.
Na Frância Oriental (ou Germânia), o poder dos duques (chefes dos grandes territórios) era muito grande. Em 911, quando o último Carolíngio germânico faleceu sem deixar sucessor, os duques decidiram eleger o rei. O primeiro rei foi Conrado, duque da Francônia, eleito pelos duques da Baviera, Suábia e Saxônia.
Henrique o Passarinheiro, duque da Saxônia, foi eleito rei e sucedeu a Conrado em 916. Suas campanhas militares contra húngaros e eslavos tiveram o poder de criar uma certa unidade nacional entre as populações da Germânia, sendo considerado a fundação do Reino da Germânia, prenunciando a formação da futura Alemanha. Foi sucedido por seu filho Otão I, com a concordância dos outros duques.

## Estado do Sacro Império
Em 2 de fevereiro de 962, Otão I, o Grande, rei da Germânia, dos francos, dos lombardos e de Pávia, recebeu em Roma a coroa imperial das mãos do papa João XII. A coroação marca o nascimento o Sacro Império Romano-Germânico, uma tentativa de reviver o Império Romano do Ocidente. Por ascender ao trono imperial, o rei germânico tornou seu país o principal estado componente do recém-nascido império (da qual também era soberano).
Ao decorrer dos anos, o Sacro Império Romano-Germânico (que recebeu esta designação final após muitos outros nomes apenas no século XVI) expandiu suas fronteiras, anexando outros reinos e territórios. Até o colapso germânico em 1806, o Reino da Germânia dominou o território do Sacro Império.